# سميث آند ويسون
سميث آند ويسون (بالإنجليزية: Smith & Wesson) هي شركة أمريكية مصنّعة بشكل رئيسي للأسلحة والذخائر؛ ويعود تأسيسها إلى سنة 1856.
يقع مقر هذه الشركة في مدينة سبرينغفيلد في ولاية ماساتشوستس؛ ولكن بخطط أن ينقل المقر إلى مرفيل في ولاية تينيسي في سنة 2023.